# 러시아계 몰도바인
러시아계 몰도바인(러시아어:русские в Молдавии, 루마니아어:rușii în Moldova)은 몰도바에 거주하는 러시아인으로 인구는 369,896명(2004년)이며 전체의 9.39%를 차지한다.

## 같이 보기
- 몰도바의 인구